# Frederik II van Saksen-Gotha-Altenburg
Frederik II van Saksen-Gotha-Altenburg (Gotha, 28 juli 1676 - Altenburg, 23 maart 1732) was van 1691 tot aan zijn dood hertog van Saksen-Gotha-Altenburg. Hij behoorde tot de linie Saksen-Gotha-Altenburg van het huis Wettin.

## Levensloop
Frederik II was een zoon van hertog Frederik I van Saksen-Gotha-Altenburg en diens echtgenote Magdalena Sibylla, dochter van hertog August van Saksen-Weißenfels. 
Bij het overlijden van zijn vader in 1691 was hij nog minderjarig. Hierdoor werd hij als hertog van Saksen-Gotha-Altenburg onder de voogdij en het regentschap geplaatst van zijn ooms, hertog Bernhard I van Saksen-Meiningen en hertog Hendrik van Saksen-Römhild. Nadat hij een reis had gemaakt door Engeland en de Republiek der Zeven Provinciën, werd hij in 1693 door keizer Leopold I van het Heilige Roomse Rijk volwassen verklaard en begon hij zelfstandig te regeren. Frederik II was een barokheerser die een pruikenliefhebber was en de hofhouding en het staand leger van zijn vader breidde hij verder uit, wat grote geldsommen kostte en waardoor Frederik II soldaten aan buitenlandse vorsten verhuurde. Dit bracht hem in 1702 in grote moeilijkheden aangezien hij zijn troepen aan koning Lodewijk XIV van Frankrijk verhuurd had, die hen inzette in de Spaanse Successieoorlog tegen de keizer.
In de binnenlandse politiek zette hij het beleid van zijn voorgangers verder. Het in 1669 door zijn grootvader Ernst I gestichte weeshuis van Altenburg liet hij in 1717 uitbreiden en uitbouwen. In 1705 had hij in Altenburg de stichting van het Magdalenenstift mogelijk gemaakt, een klooster bestemd voor adellijke vrouwen.  
Tijdens zijn bewind liet Frederik II in zijn residentiestad Gotha het slot Friedrichsthal bouwen, dat naar hem werd vernoemd. Tussen 1608 en 1611 liet hij het slot bouwen door Wolf Christoph Zorn von Plobsheim, een architect uit Gotha. Het slot, dat ten oosten van het slot Friedenstein werd gebouwd, werd een zomerpaleis naar het voorbeeld van het Kasteel van Versailles. Achter het barokke drievleugelpaleis liet hij een uitgebreide barokke lusttuin aanleggen met standbeelden en fonteingrotten. Ook was Frederik II verantwoordelijk voor de bouw van de Friedrichskapel, die hij in 1715 na een ernstige ziekte overleefd te hebben liet bouwen door de uit Gothaese architect Johann Erhard Straßburger. 
In Gotha liet Frederik II het al door zijn grootvader Ernst geplande weeshuis bouwen, dat hij tussen 1710 en 1712 van een kerk liet voorzien. In 1726 stichtte hij in Kahla een tuchthuis en psychiatrisch ziekenhuis. Voor 100.000 daalders uit zijn privébezit kocht hij de beroemde muntcollectie van vorst Anton Günther II van Schwarzburg-Arnstadt. Vanaf 1697 was Frederik II bovendien directeur van de Evangelische Kerk van het keurvorstendom Saksen, een functie die had overgenomen van keurvorst Frederik August I van Saksen, die zich wegens zijn troonsbestijging als koning van Polen tot het katholicisme had bekeerd.
Na het uitsterven van andere linies binnen de Ernestijnse linie van het huis Wettin bemachtigde Frederik II in 1699 het Saksen-Coburg, in 1707 het hertogdom Saksen-Eisenberg en in 1710 het hertogdom Saksen-Römhild. Dit leidde tot lange erfconflicten onder de Ernestijnse linie van het huis Wettin, die pas in 1735 na een arbitraal vonnis van keizer Karel VI ten einde kwamen.
In maart 1732 stierf Frederik II op 55-jarige leeftijd. Hij werd bijgezet in de Fürstengruft van de Slotkerk van het kasteel Friedenstein.

## Huwelijk en nakomelingen
Op 17 juni 1696 huwde Frederik met Magdalena Augusta (1679-1740), dochter van vorst Karel Willem van Anhalt-Zerbst. Ze kregen twintig kinderen:
- Sophia (1697-1703)
- Magdalena (1698-1712)
- Frederik III (1699-1772), hertog van Saksen-Gotha-Altenburg
- een doodgeboren zoon (1700)
- Willem (1701-1771), huwde in 1742 met prinses Anna van Sleeswijk-Holstein-Gottorp
- Karel Frederik (1702-1703)
- een doodgeboren dochter (1703)
- Johan August (1704-1767), huwde in 1752 met gravin Louise Reuss zu Schleiz
- Christiaan (1705-1705)
- Christiaan Willem (1706-1748), huwde in 1743 met gravin Louise Reuss zu Schleiz
- Lodewijk Ernst (1707-1763), luitenant-generaal van Münster
- Emanuel (1709-1710)
- Maurits (1711-1777), luitenant-generaal van Hessen-Kassel en regent in Saksen-Eisenach
- Sophia (1712-1712)
- Karel (1714-1715)
- Frederica (1715-1775), huwde in 1734 met hertog Johan Adolf II van Saksen-Weißenfels
- een doodgeboren zoon (1716)
- Magdalena Sibylla (1718-1718)
- Augusta (1719-1772), huwde in 1736 met kroonprins Frederik van Groot-Brittannië
- Johan Adolf (1721-1799), luitenant-generaal van het keurvorstendom Saksen

## Voorouders
| Kwartierstaat van Frederik II van Saksen-Gotha-Altenburg | Kwartierstaat van Frederik II van Saksen-Gotha-Altenburg                                                            | Kwartierstaat van Frederik II van Saksen-Gotha-Altenburg                                                            | Kwartierstaat van Frederik II van Saksen-Gotha-Altenburg                                                            | Kwartierstaat van Frederik II van Saksen-Gotha-Altenburg                                                            | Kwartierstaat van Frederik II van Saksen-Gotha-Altenburg                                                            | Kwartierstaat van Frederik II van Saksen-Gotha-Altenburg                                                            | Kwartierstaat van Frederik II van Saksen-Gotha-Altenburg                                                            | Kwartierstaat van Frederik II van Saksen-Gotha-Altenburg                                                            |
| -------------------------------------------------------- | --- | --- | --- | --- | --- | --- | --- | --- |
| Overgrootouders                                          | Johan III van Saksen-Weimar (1570–1605) ∞ Dorothea Maria van Anhalt (1574-1617)                                     | Johan III van Saksen-Weimar (1570–1605) ∞ Dorothea Maria van Anhalt (1574-1617)                                     | Johan Filips van Saksen-Altenburg (1597-1639) ∞ Elisabeth van Brunswijk-Wolfenbüttel (1593-1650)                    | Johan Filips van Saksen-Altenburg (1597-1639) ∞ Elisabeth van Brunswijk-Wolfenbüttel (1593-1650)                    | Johan George I van Saksen (1585–1656) ∞ Sibylla Elisabeth van Württemberg (1584–1606)                               | Johan George I van Saksen (1585–1656) ∞ Sibylla Elisabeth van Württemberg (1584–1606)                               | Adolf Frederik I van Mecklenburg-Schwerin (1588–1658) ∞ Anna Maria van Oost-Friesland (1601-1634)                   | Adolf Frederik I van Mecklenburg-Schwerin (1588–1658) ∞ Anna Maria van Oost-Friesland (1601-1634)                   |
| Grootouders                                              | Ernst I van Saksen-Gotha (1601–1665) ∞ Elisabeth Sophia van Saksen-Altenburg (1619-1680)                            | Ernst I van Saksen-Gotha (1601–1665) ∞ Elisabeth Sophia van Saksen-Altenburg (1619-1680)                            | Ernst I van Saksen-Gotha (1601–1665) ∞ Elisabeth Sophia van Saksen-Altenburg (1619-1680)                            | Ernst I van Saksen-Gotha (1601–1665) ∞ Elisabeth Sophia van Saksen-Altenburg (1619-1680)                            | August van Saksen-Weißenfels (1614–1680) ∞ Anna Maria van Mecklenburg-Schwerin (1627–1669)                          | August van Saksen-Weißenfels (1614–1680) ∞ Anna Maria van Mecklenburg-Schwerin (1627–1669)                          | August van Saksen-Weißenfels (1614–1680) ∞ Anna Maria van Mecklenburg-Schwerin (1627–1669)                          | August van Saksen-Weißenfels (1614–1680) ∞ Anna Maria van Mecklenburg-Schwerin (1627–1669)                          |
| Ouders                                                   | Hertog Frederik I van Saksen-Gotha-Altenburg (1645–1691) ∞ 1669 Magdalena Sibylla van Saksen-Weißenfels (1648–1681) | Hertog Frederik I van Saksen-Gotha-Altenburg (1645–1691) ∞ 1669 Magdalena Sibylla van Saksen-Weißenfels (1648–1681) | Hertog Frederik I van Saksen-Gotha-Altenburg (1645–1691) ∞ 1669 Magdalena Sibylla van Saksen-Weißenfels (1648–1681) | Hertog Frederik I van Saksen-Gotha-Altenburg (1645–1691) ∞ 1669 Magdalena Sibylla van Saksen-Weißenfels (1648–1681) | Hertog Frederik I van Saksen-Gotha-Altenburg (1645–1691) ∞ 1669 Magdalena Sibylla van Saksen-Weißenfels (1648–1681) | Hertog Frederik I van Saksen-Gotha-Altenburg (1645–1691) ∞ 1669 Magdalena Sibylla van Saksen-Weißenfels (1648–1681) | Hertog Frederik I van Saksen-Gotha-Altenburg (1645–1691) ∞ 1669 Magdalena Sibylla van Saksen-Weißenfels (1648–1681) | Hertog Frederik I van Saksen-Gotha-Altenburg (1645–1691) ∞ 1669 Magdalena Sibylla van Saksen-Weißenfels (1648–1681) |
| Frederik II van Saksen-Gotha-Altenburg (1676-1732)       | | | | | | | | |